# Limu järv
Limu järv är en sjö i Estland.   Den ligger i landskapet Harjumaa, i den centrala delen av landet, 17 km sydost om huvudstaden Tallinn. Limu järv ligger 43 meter över havet.  I omgivningarna runt Limu järv växer i huvudsak blandskog.